# Constanze Lindner

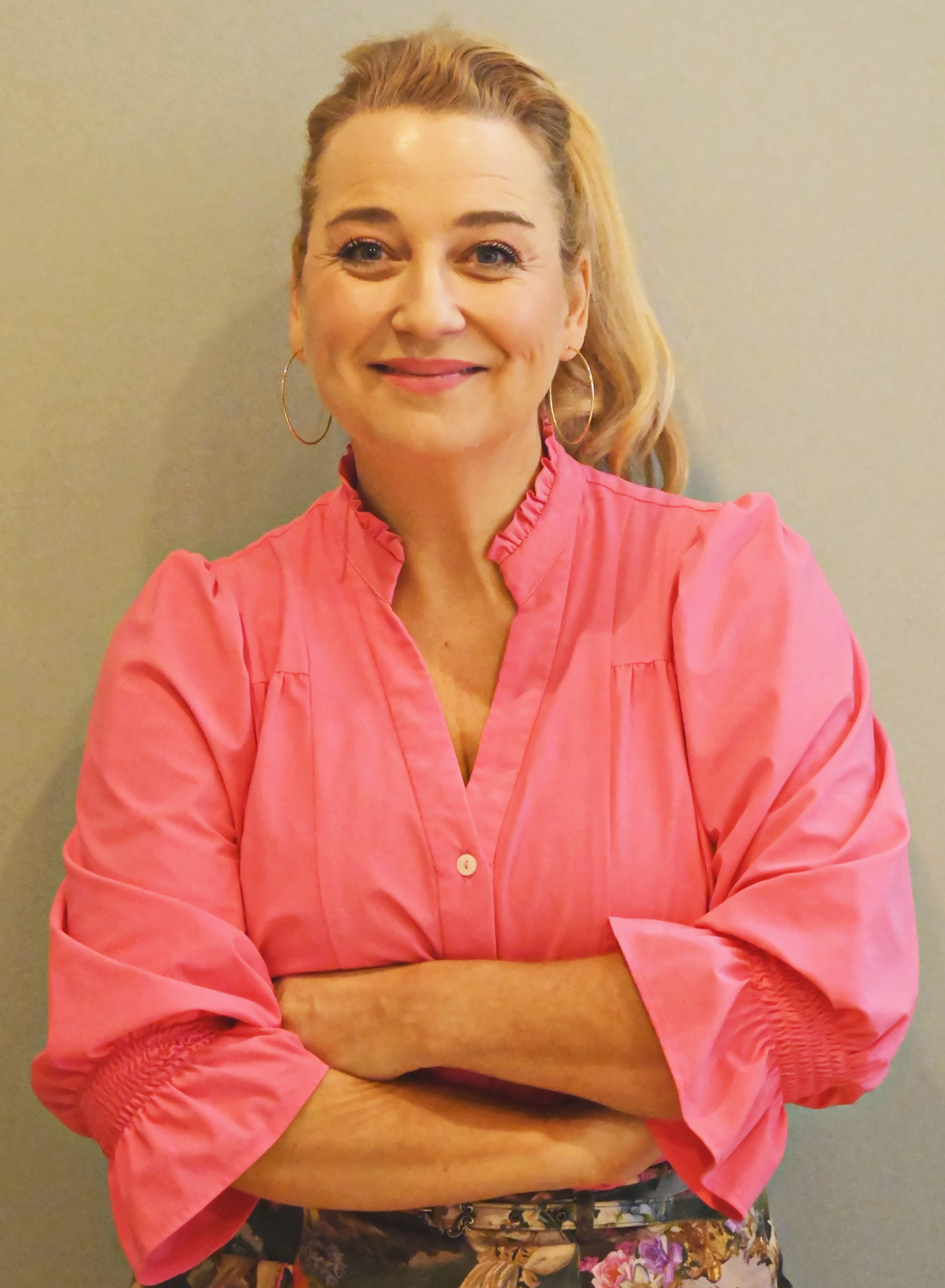
Constanze Lindner, 2024

Constanze Lindner (* 16. April 1973 in München) ist eine deutsche Kabarettistin, Schauspielerin, Moderatorin, Komikerin und Synchronsprecherin.

## Leben
Lindner zeigte früh Interesse an der Schauspielerei. 1992 hatte sie in Undine ihre erste Filmrolle. Von 1994 bis 1998 spielte sie die Hilde Gard beim Der wahre Grand Prix. Es folgten Auftritte u. a. bei der Schlagerparade mit Bata Ilic Schlag auf Schlager; Leonard Schweiz-Show im 7. Schlagerhimmel sowie Touren als Hilde Gard durch Deutschland und die Schweiz mit Petra Perle. 1996–1998 war sie Angestellte bei Virgin Records für den Bereich Presse Promotion, beim Virgin National. 2002 Engagement im Theater Drehleier München, beim Varieté Spectaculum. 2002–2003 Kabarettprogramm Sternhaglbayrisch – Am Abgrund der Gemütlichkeit Teil 1, Das Schweigen der Rauten Teil 2, mit Christian Springer, Manfred Kempinger, Tom Hake. 2005–2006 beim Bayerischen Rundfunk in der Kabarett-Produktion Spezlwirtschaft. Im Herbst 2006 spielte sie in der bayerischen Sitcom mit Helmut Schleich, Christian Springer (Heinzi & Kurti), Christiane Blumhoff, Claus Steigenberger, im Sternschnuppen-Muhsical, Die Kuh, die wollt ins Kino gehn von Margit Sarholz und Werner Meier die Hauptrolle der Kuh. 2007 spielte sie in der Lustspielhaus-Produktion Der Watzmann ruft im Lustspielhaus München mit Manfred Tauchen und Hannes Ringlstetter. 2008 war sie in Bully sucht die starken Männer feste Casting-Anspielpartnerin mit Bully Herbig, Rita Serra-Roll und Jürgen Vogel. 2009 spielte sie im Kinofilm Wickie und die starken Männer die Frau Gorm und in der Fernsehserie Die Komiker als Nachfolgerin von Monika Gruber. Es folgten Auftritte u. a. in Vereinsheim Schwabing mit Hannes Ringlstetter, Altinger Mittendrin, Das ist Heissmann, Unter vier Augen mit Sabine Sauer, Auf geht’s zur Dult, Auf geht’s Deggendorf, Das weisse Rössl mit Luise Kinseher, Severin Gröbner, Thomas Wenke, Norbert Steinke, Josepha Sem. Regie: Christian Lex. Musik: Hans Kröll, Stefan Dettl (LaBrassBanda). Seit 2010 ist Lindner für den Bayerischen Rundfunk für Wiesn live unterwegs. 2012 saß sie in der Jury der bayerischen Castingshow Mia san Mia. Im Dezember 2013 startete sie mit ihrem ersten eigenen Soloprogramm Es wird geStanzt heut Nacht. Im April 2016 übernahm sie die Moderation Vereinsheim Schwabing des Bayerischen Fernsehens und es folgte ihr zweites Soloprogramm Jetzt erst mal für immer. Seit 2018 steht sie wieder mit der Kult Truppe um Gabi Rothmüller, auf der Bühne: Siegfried – Götterdämmerung u. a. mit Martin Frank, Thomas Wenke, Alex Liegl. Seit April 2019 steht sie mit ihrem dritten Soloprogramm Miss Verständnis auf der Bühne. Seit 2010 ist sie für das Bayerische Fernsehen u. a. als S´Stanzerl auf der Wiesn unterwegs.

## Soloprogramme
- 2013–2016: Es wird geStanzt heut Nacht
- 2016–2019: Jetzt erst mal für immer
- seit 2019: Miss Verständnis

## Filmografie (Auswahl)
- 1992: Undine
- 2005: Spezlwirtschaft
- seit 2009: Die Komiker
- 2009: Wickie und die starken Männer
- 2011: Wickie auf großer Fahrt
- 2012: Altinger Mittendrin
- 2013: München 7
- 2014: Kommissar Wolpert
- seit 2015: Vereinsheim Schwabing TV-Sendung
- 2016: Grimms Kinder – Die Boten des Todes
- seit 2017: Grünwald Freitagscomedy
- 2018: Sauerkrautkoma

## Auf der Bühne (Auswahl)
- Hilde Gard
- Der wahre Grand Prix
- Der 7. Schlagerhimmel
- Variete Spectaculum
- Die Kuh, die wollt ins Kino gehen
- Im weißen Rössl
- Nackte Wahnsinn
- Erster Klasse

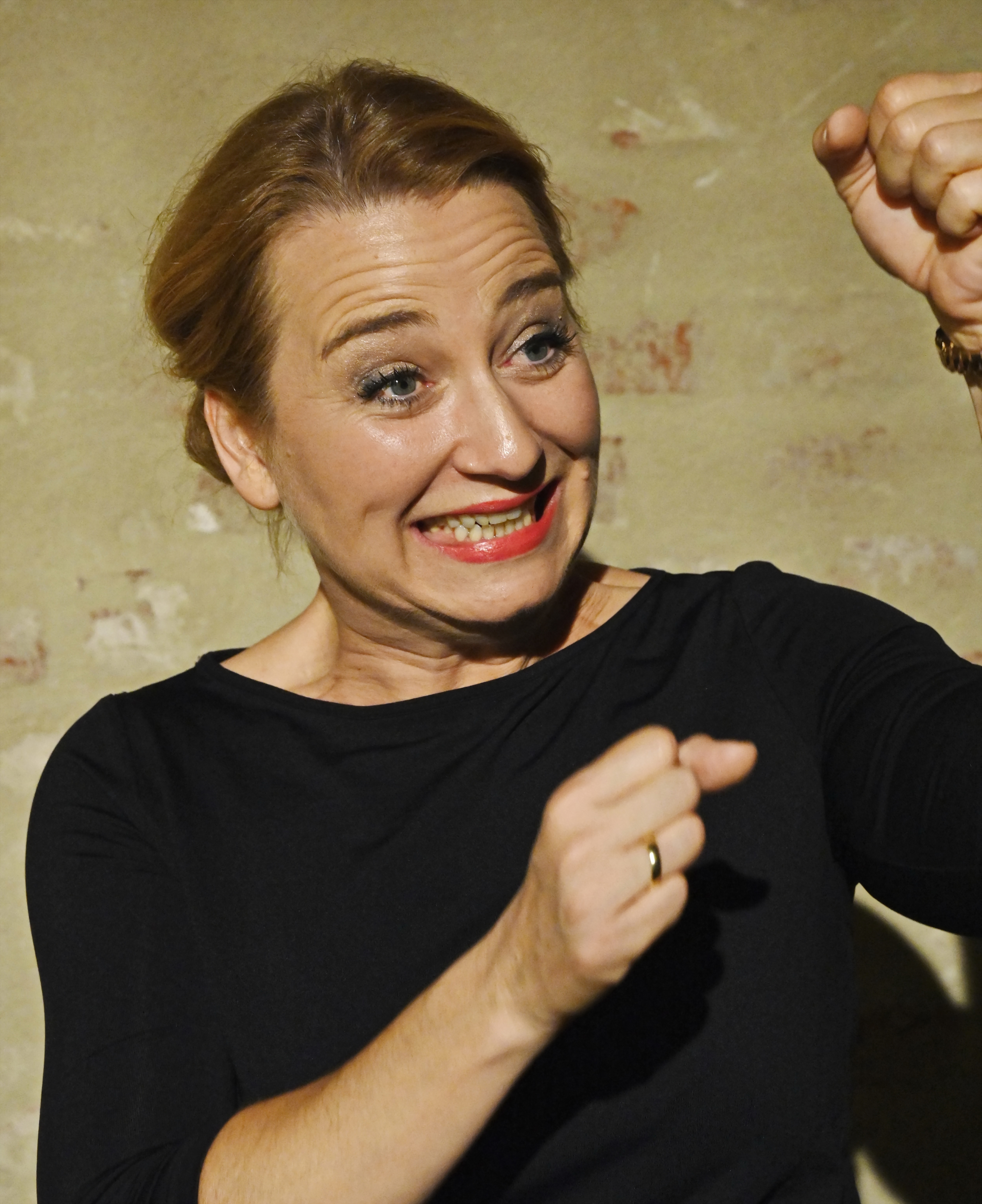
Constanze Lindner, 2019

- Ristorante Allegro (mit den Münchner Philharmonikern)
- Karneval der Tiere Zirkusdirektor (mit dem Münchner Philharmonikern)
- Der Watzmann ruft als „Die gute Magd“
- Auerbach als „Gretchen“
- Per Anhalter durch die Galaxis
- Siegfried – Ein Germanical als „Krimhild“

## Synchronsprecherin
- 2010–2013: Der Fisch-Club (Fish Hooks, Fernsehserie)
- 2011: Pair of Kings – Die Königsbrüder (Pair of Kings, Fernsehserie, eine Episode)
- 2011: Cars 2
- 2011: Karate-Chaoten (Kickin’ It)
- 2013: Ritter Rost
- 2013: Planes
- 2014: Planes 2 – Immer im Einsatz (Planes: Fire & Rescue)

## Auszeichnungen
- 2012: Amici Atrium Kabarettpreis (3. Platz)
- 2014: Thurn und Taxis Kabarettpreis (1. Platz)
- 2016: Die tz Rose der Woche für ihr Soloprogramm Jetzt erst mal für immer[1]
- 2016: Bayerischer Kabarettpreis (Senkrechtstarter-Preis)[2]